# لیک بلاف (ایلینوی)
لیک بلاف (به انگلیسی: Lake Bluff) یک روستا در ایالات متحده آمریکا است که در ایلینوی واقع شده‌است. لیک بلاف ۱۰٫۵۴ کیلومتر مربع مساحت و ۵٬۹۵۰ نفر جمعیت دارد.